# De Kuijper

Geslachtswapen (1885)

De Kuijper (of: De Kuyper) is de een oorspronkelijk uit Horst afkomstig geslacht waarvan een tak sinds 1829 tot de Nederlandse adel behoort. De familie heeft vooral bekendheid verworven door het Rotterdamse, later Schiedamse bedrijf Johs. de Kuyper & Zoon, sinds 1995 Koninklijke De Kuyper.

## Geschiedenis
De stamreeks van deze familie, waarvan de oudste generaties het ambacht van kuiper uitoefenden, begint aantoonbaar met Matthias (Thijs) Cuijpers die in 1648 te Horst wordt vermeld als gegoed te Horst. Zijn achterkleinzoon Johannes de Kuijper (1700-1773) vestigde zich te Rotterdam, waar hij in 1729 het burgerschap verwierf en een handel in tabak dreef; korte tijd bezat hij tevens een branderij te Schiedam.
Sinds de vroege twintigste eeuw wordt het huwelijksjaar van voornoemde Petrus de Cuijper - 1695 - aangehouden als oprichtingsdatum van het bedrijf, maar het eerste firmacontract dateert feitelijk pas van 1769, toen de gebroeders Johannes (1733-1804) en Petrus (1735-1819) de Kuijper, zonen van Johannes, te Rotterdam een branders- en moutersbedrijf aanvingen. Deze onderneming, sinds 1825 bekend onder de firmanaam Johs. de Kuyper & Zoon, groeide al snel uit tot één van de grootste distilleerderijen van de stad en verhuisde in 1911 naar Schiedam.
Bij Koninklijk Besluit van 4 juli 1829 werd Josephus Franciscus de Kuijper (1788-1843), notaris te en burgemeester van Veghel en lid van de Provinciale Staten van Noord-Brabant, verheven in de Nederlandse adelstand, na de Koning vanaf 1825 daartoe herhaaldelijk verzocht te hebben. Bij Koninklijk Besluit van 29 mei 1885 verkreeg diens oudste zoon jhr. mr. Eduard Joseph Corneille Marie de Kuijper (1817-1893) wapenvermeerdering op grond van een onterecht gepretendeerde (en ook toen reeds betwiste) afstamming uit een adellijk geslacht De Cupere. In 1915 werd een beknopte genealogie van het geslacht De Kuijper (zonder de adellijke tak) opgenomen in deel 6 van de reeks Nederland's Patriciaat. Een uitgebreide heropname van de genealogie verscheen in jaargang 97 van Nederland's Patriciaat.
In 1997 leefden er nog bijna dertig mannelijke adellijke telgen, de laatsten geboren in de jaren 1990.

## Enkele telgen
- Jhr. Josephus Franciscus de Kuijper (1788-1843), burgemeester en lid van de Vergadering van Notabelen
  - Jhr. mr. Eduard Joseph Corneille Marie de Kuijper (1817-1893), Commissaris des Konings
    - Jhr. mr. Eduard Joseph Corneille Marie de Kuijper (1847-1925), notaris
      - Jhr. Ernest Eduard de Kuijper (1878-1947)
        - Jhr. Ernest Otto Theodor Corneille de Kuijper (1904-1976), directeur ingenieursbureau
          - Jhr. mr. Ernest Eduard Emanuel de Kuijper (1945), notaris, sinds 2015 chef de famille

  - Jhr. Victor Ferdinant Auguste Henri de Kuijper (1822-1911), burgemeester van Veghel
  - Jhr. Louis Richard Leopold Joseph de Kuijper (1824-1867), notaris te Veghel
    - Jhr. Hubertus Fredericus Maria de Kuijper (1855-1923), sigarenfabrikant
      - Jhr. Jacob Huibert Marie de Kuijper (1886-1964), ambtenaar PTT
        - Jhr. Wilhelmus Ignatius Maria de Kuijper (1922-1989), procuratiehouder handelsonderneming
          - Jkvr. Raymonde Virginie Angélique de Kuijper (1955), actrice